# St. Michael (Schwäbisch Hall)

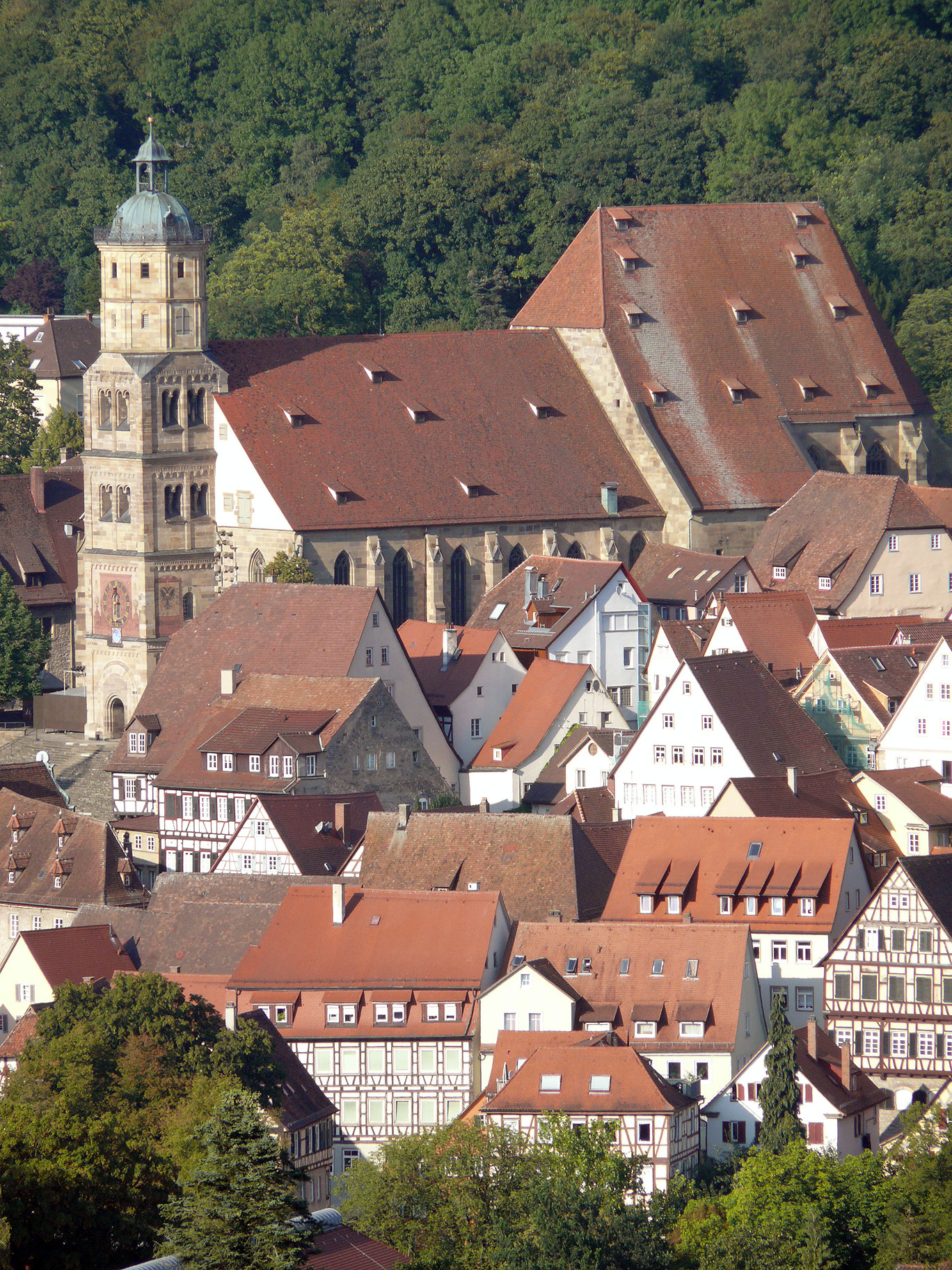
St. Michael

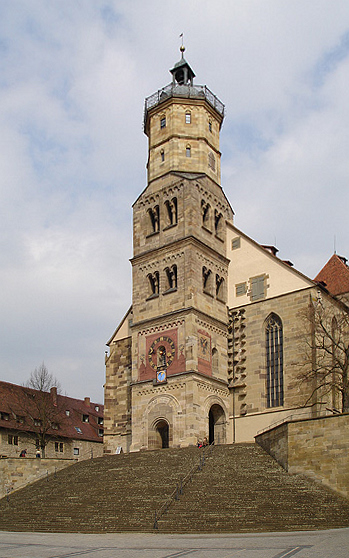
Blick vom Marktplatz: St. Michael mit der großen Freitreppe

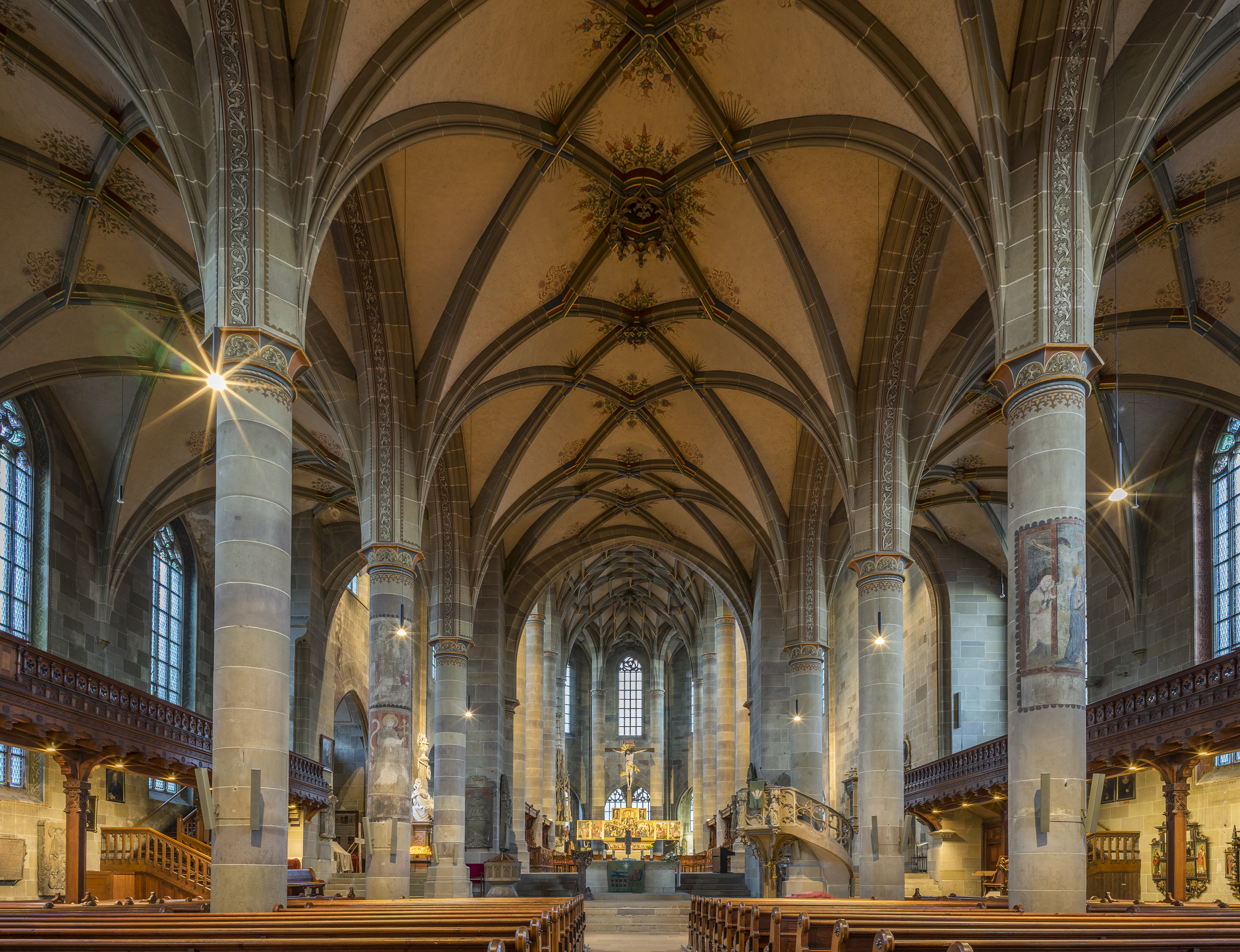
Innenansicht: Blick durch das Mittelschiff zum Hochaltar

Die Evangelische Stadtpfarrkirche St. Michael ist die Hauptkirche der Gesamtkirchengemeinde Schwäbisch Hall im gleichnamigen Kirchenbezirk. Als Wirkungsstätte von Johannes Brenz war sie nach 1523 Ausgangspunkt der Reformation im reichsstädtischen Territorium. Deren schonende Einführung in Hall bewahrte auch in St. Michael wertvolle Ausstattungsgegenstände aus vorreformatorischer Zeit.
St. Michael ist eines der bedeutendsten Bauwerke der Stadt. Seit Oktober 2013 ist die Kirche Träger des Europäischen Kulturerbe-Siegels (im Rahmen des Netzwerks 20 Stätten der Reformation in Deutschland). Sie dient heute neben kirchlichen Zwecken auch als Konzertraum. Die große Freitreppe vor der Kirche bildet die Bühne der Freilichtspiele Schwäbisch Hall.

## Lage
Am Osthang des Kochertales und am Ostrand der Kernstadt gelegen, bildet die Kirche zusammen mit ihrer großen Freitreppe ein prägendes Element des Stadtbildes. Die dominante Erscheinung des Gebäudes ist auch eine Folge seiner relativ exponierten Lage auf einem Bergsporn. Das Bauwerk gründet auf mit Hangschutt bedeckten Muschelkalkfelsen. Hinter der Kirche verlief unweit die ehemalige Stadtmauer.

## Kirchliche Verfassung und Entwicklung

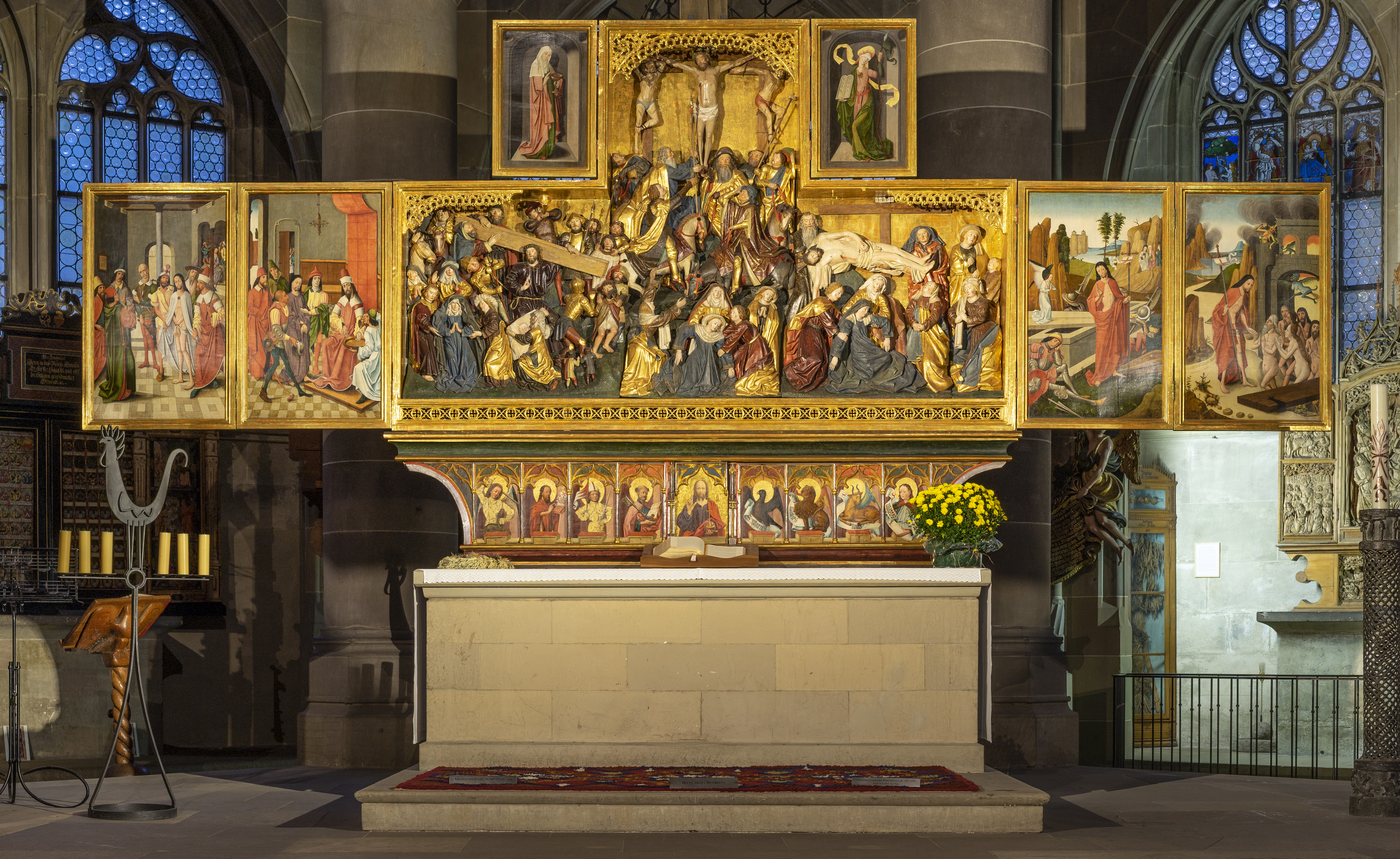
Hochaltar

### Vor der Reformation

#### Gründung
St. Michael trat erstmals am 10. Februar 1156 ins urkundliche Licht, als der Würzburger Bischof Gebhard von Henneberg, in dessen Diözese Hall damals lag, den Kirchenneubau zu Ehren Christi, Mariens, des Heiligen Kreuzes dem Erzengel Michael weihte. Die Initiative für den Bau ging von der Haller Bürgerschaft aus und wurde von Adalbert, Abt des nahen Benediktinerklosters Comburg, dessen Nachfolger Gernot und dem Konvent in Einvernehmen mit der staufischen Herrschaft unterstützt. Die Förderer erhofften sich Teilhabe an der prosperierenden wirtschaftlichen Entwicklung der Salzsiederstadt. Im Urkundentext wird St. Michael explizit als Filial der deutlich kleineren, aber wesentlich älteren Steinbacher Pfarrkirche bezeichnet, deren Patronat das Comburger Kloster innehatte.

#### Inkorporation seitens der Comburg, Vogtei der Stadt über das Kloster

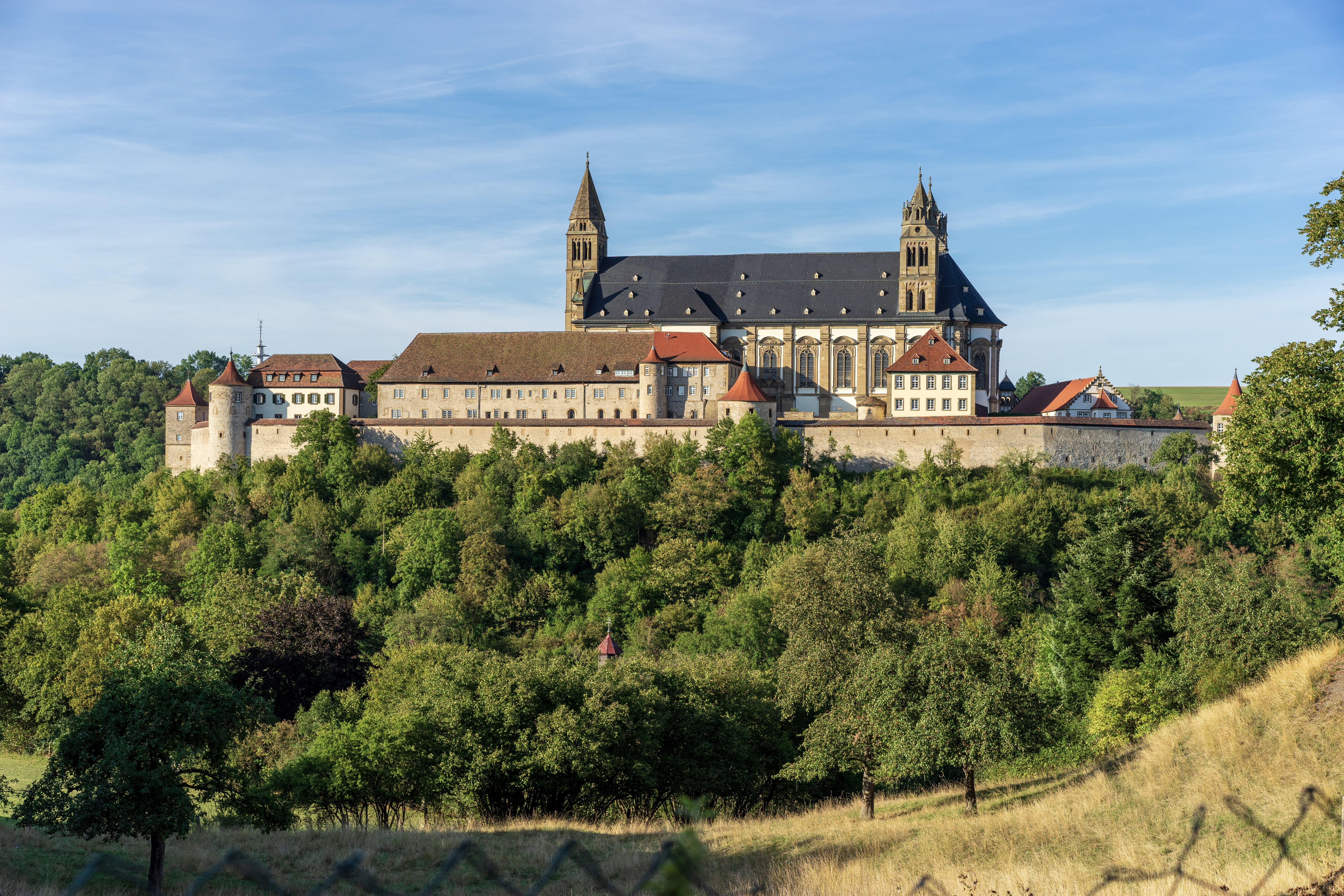
Über Jahrhunderte waren St. Michael und Kloster Comburg eng miteinander verbunden.

1287 inkorporierte die Comburg die Pfarrei Steinbach (mit St. Michael), die 1315 mit durchschnittlichen Jahreseinnahmen von 200 Pfund Heller zu den reichsten Pfarreien der Gegend gehörte. Die Seelsorge der Gemeinde übernahmen ein vom Abt ernannter (präsentierter) und vom Bischof bestätigter Priester (der sogenannte Ewigvikar bzw. Pleban) sowie dessen Mitpriester, denen ein Teil der Einkünfte (140 Pfund) zufloss. Mit diesem, damals weit verbreiteten, kirchenrechtlichen „Trick“ konnte das Kloster seine Einnahmen zu Lasten der inkorporierten Pfarrei erhöhen. Obwohl formal eine päpstliche Genehmigung (zusätzlich zu der des zuständigen Bischofs und Domkapitels) für diesen Vorgang nötig war, verzichteten das Kloster und die Würzburger Kleriker auf eine solche. Im Gegenzug übergab Comburg die Patronate der Pfarrkirchen in Creglingen, Michelfeld, Reinsberg und Steinkirchen an Würzburg.
1319 übertrug Ludwig der Bayer die Vogtei über die Comburg an die Stadt Hall, zuvor – nach dem Ende der staufischen Herrschaft – hatten die Schenken von Limpurg diese Schirmherrschaft erfolglos beansprucht.

#### Altäre, Pfründen, Kapellen
Die im 14. Jahrhundert zunehmende Mess- und Passionsfrömmigkeit sowie die Sorge um das Seelenheil Verstorbener hatte auch in St. Michael die Errichtung zahlreicher Altäre, zugehöriger Pfründen und Altaristenstellen zur Folge – 1462 umfasste der Klerus inklusive Ewigvikar 12 Priester, 1520 zählte man 17 Altäre im Kirchenraum und einen in der Sakristei. Hinzu kamen im Laufe der Zeit etliche Seelgerätstiftungen, die die Ausstattung dieser Stellen verbesserten. Der 1424 verstorbene Priester Konrad Gickenbach verfügte beispielsweise vier Jahrzeiten mit jeweils 16 Messen an St. Michael, St. Katharina, St. Johann und im Spital.
In der Regel hatten die Stadt (oder die Stifter der Altäre beziehungsweise deren Nachkommen) für die Besetzung der Pfründen das Nominationsrecht, das Comburger Kloster (als Inhaber des Präsentationsrechts) und der Würzburger Bischof bestätigten diese Vorschläge dann. Ausnahmen bildeten die unten erwähnten Pfründe in der Annakapelle sowie die Prädikatur.

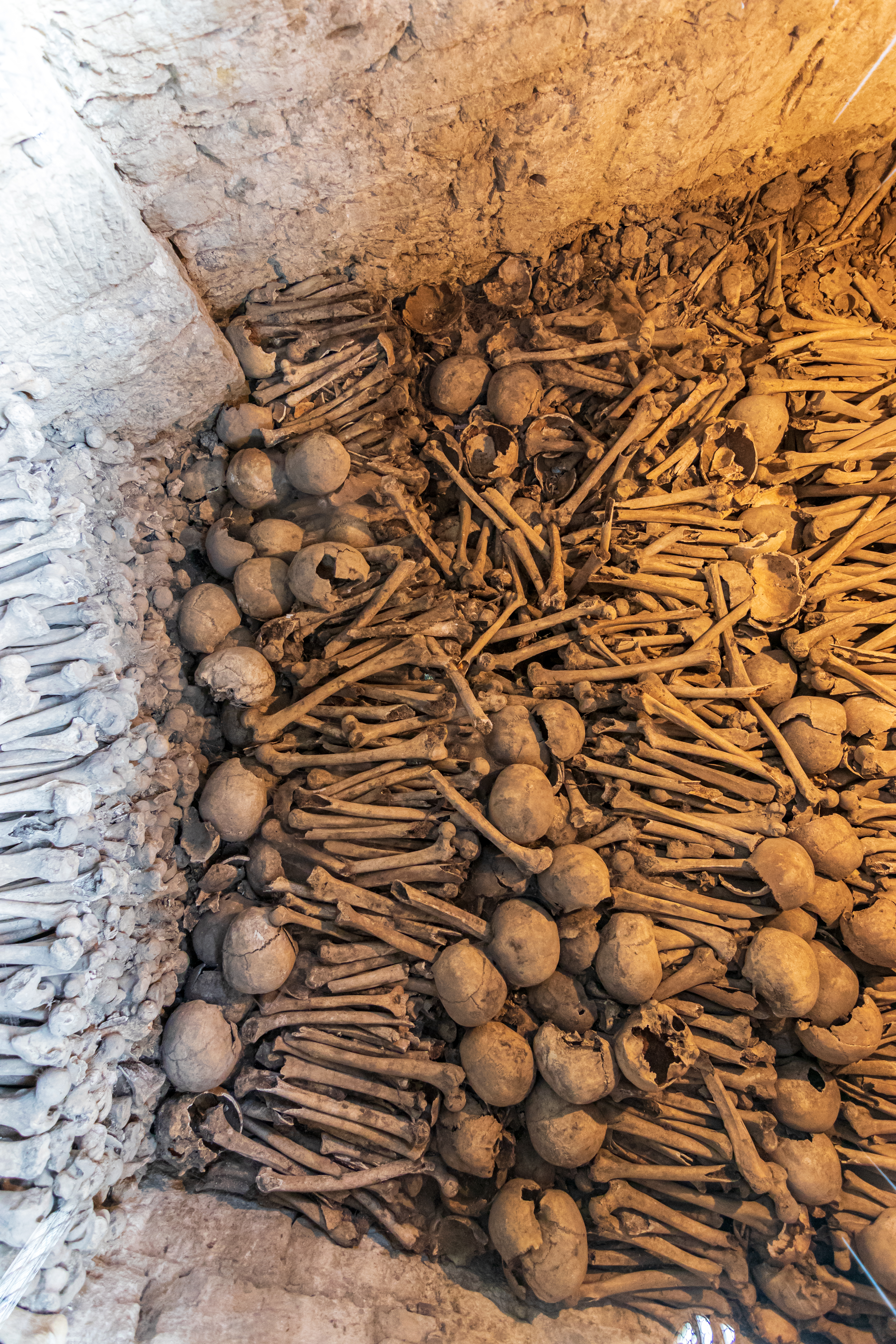
Überbautes Beinhaus unterhalb des Chors.

Neben den Altären in der Kirche wurden auch zwei freistehende Kapellen auf dem Kirchhof gestiftet. Guta Veldner, aus wohlhabendem Haller Patriziat stammend, ließ für sich eine Begräbniskapelle bauen (Weihe 1344, sog. Veldnerkapelle), in der sich anfangs zwei Altäre befanden (Ambrosius und Franziskus). Bis 1383 kamen ein Leonhards- und ein Altar, der Maria, Nikolaus und Barbara gewidmet war, hinzu. Im Zuge des Neubaus des Chores von St. Michael wurde die Kapelle 1509 abgerissen, die Altäre transferierte man in den neuen Chor. Ein Karner (Beinhaus) auf dem Michaelskirchhof wird erstmals 1400 erwähnt, seit 1405 gab es Bemühungen, eine Kapelle auf diesem Karner zu errichten, 1446 war genügend Kapital für die endgültige Stiftung der Kapelle vorhanden, deren Altar der Heiligen Anna geweiht war (sog. Annakapelle). Da die Stadt sich großzügig an der Ausstattung beteiligt hatte, lag das Präsentationsrecht dieser Pfründe nicht bei der Comburg, sondern bei der Stadt. Auch Karner und Annakapelle waren dem Chorneubau im Weg und wurden abgerissen bzw. überbaut, der Annenaltar fand einen Platz im neuen Chor. 1963 stieß man bei Bauarbeiten auf das alte Beinhaus, das heute unterhalb des Chores unter einer Glasplatte sichtbar ist.

#### Die Prädikatur als „Einfallstor“ der Reformation
Während der Streitigkeiten mit der Comburg um die Pfarrei und nach erfolglosen Bemühungen, das Haller Franziskanerkloster zu reformieren und aus dem Kreis dieser Ordensleute fähige Geistliche für die Stadt zu gewinnen, stiftete der Rat 1502 eine Prädikatur, deren Hauptaufgabe der Predigtdienst war. Er behielt sich für diese Pfründe auch das Präsentationsrecht vor, der Inhaber musste ein Priester mit Universitätsausbildung sein. Erster Prediger war der Elsässer Sebastien Brenneisen (1503–1513, ab 1508 auch Inhaber der Pfarrstelle), ihm folgten Johann Tholde (1513–1515, zugleich Pfarrer bis 1523) und Bernhard Baur (1517–1522). Der aus Weil der Stadt stammende, 23-jährige Johannes Brenz hielt am 8. September 1522 seine Probepredigt und wurde unmittelbar danach auf die Prädikatur berufen. Unter seiner Führung wandte sich die Stadt (mit dem reichsstädtischen Territorium) der Reformation zu.

## Architektur

### Romanische Basilika (1156)

Grundriss durch Westturm, Kirchenschiff und Chorhaus (roman. Vorgängerbau und got. Nachfolgebau)

Eine erste Kirche wurde am 10. Februar 1156 durch den Diözesanbischof Gebhard von Würzburg als dreischiffige Basilika ohne Querschiff im Stil der Romanik geweiht. Die Basilika war flachgedeckt und verfügte über einen innen halbrunden Rechteck-Chor. Die Basilika hatte einen kleineren Südostturm und einen größeren Westturm, der durch eine Art Westwerk vom Schiff getrennt war, das als Vorhalle diente. Die Bauformen stammen aus der Bauhütte von Comburg und der Schule von Würzburg. Laut der Inschrift am Portal ist Bertholt der Schöpfer des Portals, vermutlich auch der gesamten Kirche. Die vier romanischen Untergeschosse des Westturms blieben erhalten. Im dritten und vierten Geschoss des romanischen Westturms befindet sich oberhalb der Magdalenenkapelle der Glockenstuhl mit fünf historischen Glocken (1299–1538) sowie die Schlagglocke in der Laterne (1509). Die alte romanische Hauptpforte, deren Bogenfeld einen Bauschmuck aufweist, zeigt eine Verzierung mit Flachornamenten. In der Mitte der Ornamente befindet sich ein verziertes Kreuz, dazu ein romanischer Bündelpfeiler in der romanischen Turmvorhalle. Die romanische Mittelsäule, die den Scheitel des Kreuzgurtgewölbes stützt, zeigt Volutenkapitelle und Kämpferaufsätze mit Flachornamenten, Palmetten und Schlingbänder. Das romanische Tympanon zeigt in der Mitte ein Kreuz nach Art der Vortragekreuze.

Romanische Bauteile
Turm
Portal in der Turmvorhalle
Kapitell der Mittelsäule in der Turmvorhalle
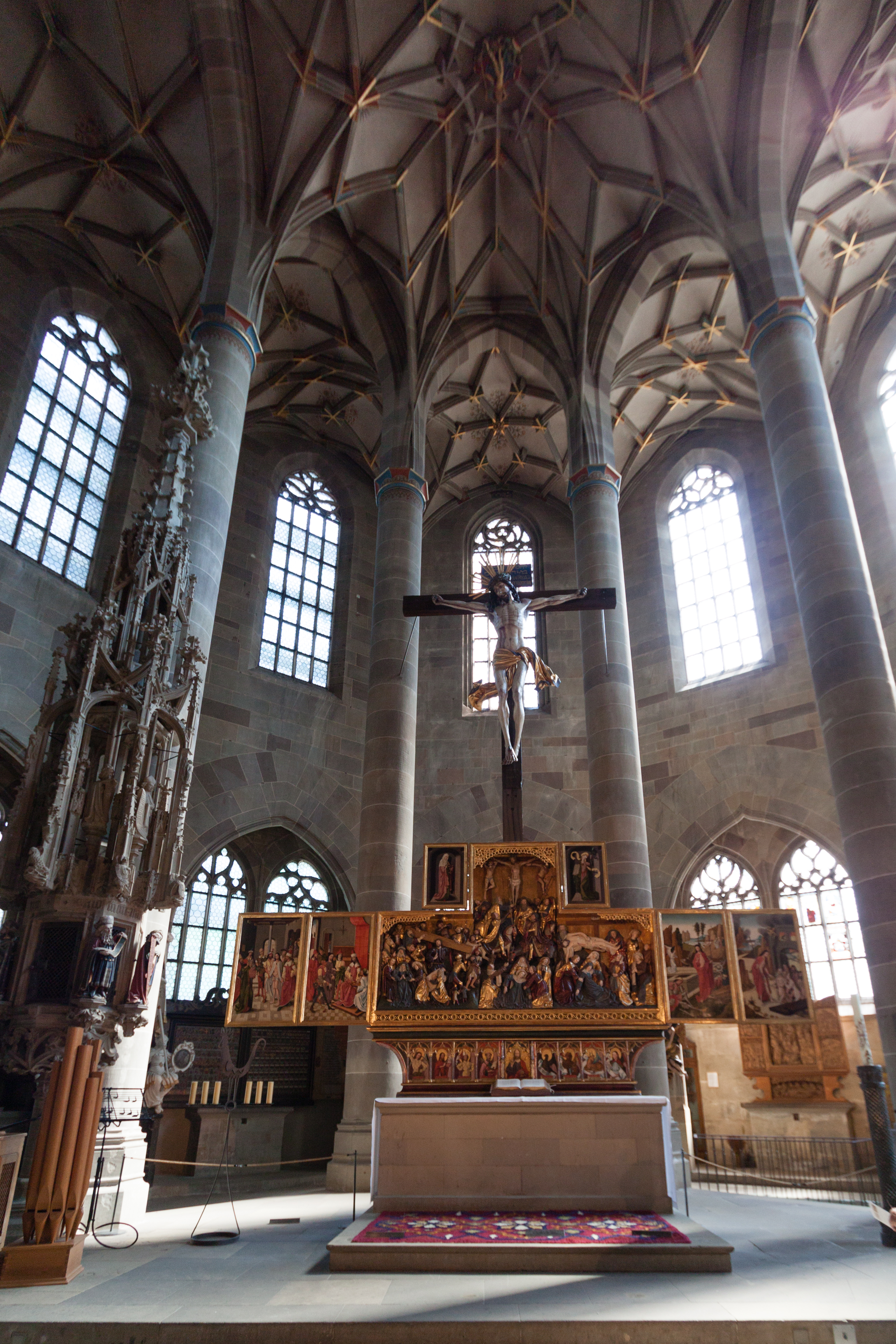
Hochaltar 2015
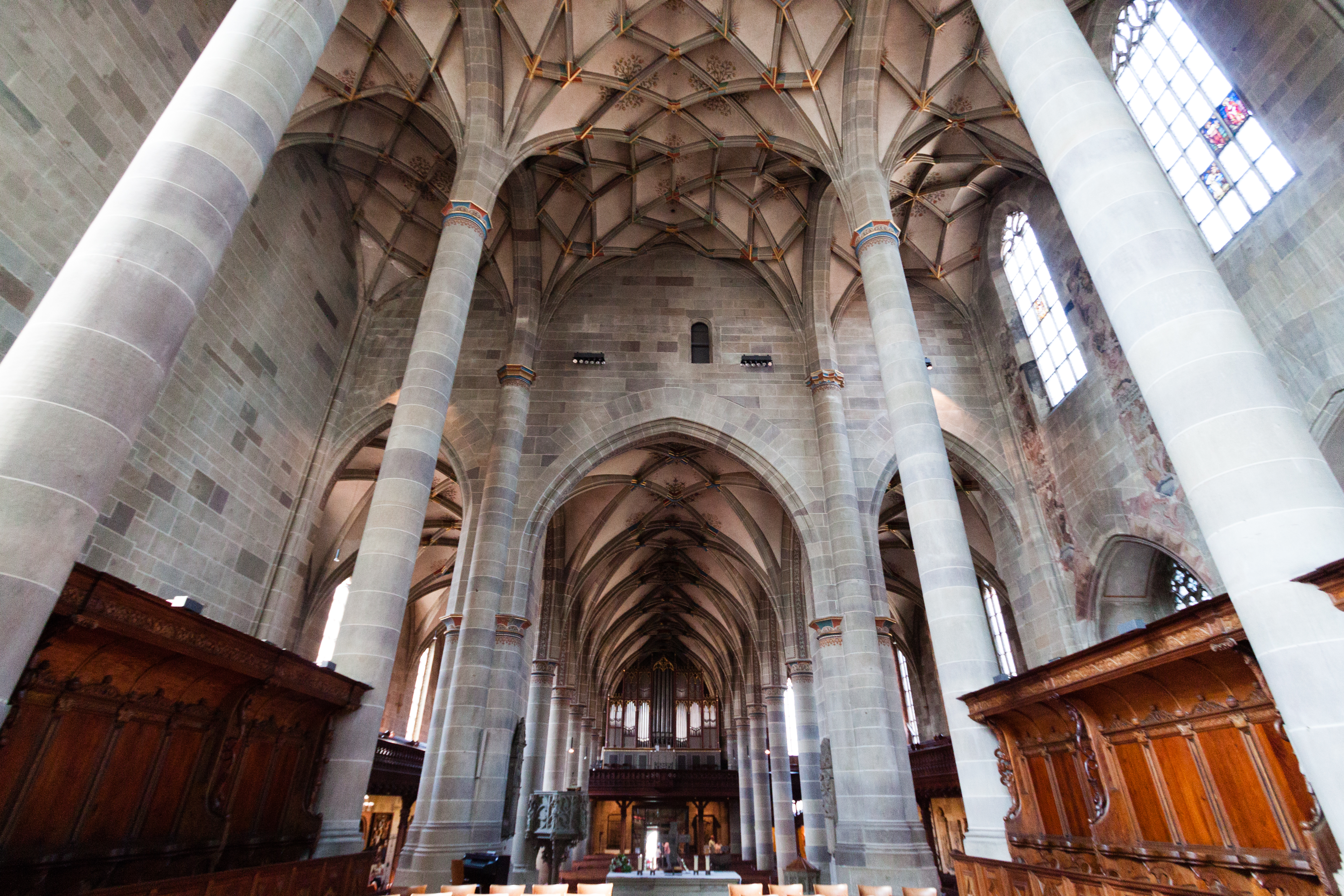
Säulen

### Gotisches Hallenschiff (1427–1456)
Ab 1427 wurde die romanische Basilika abgebrochen und an deren Stelle ein quadratisches gotisches Hallenschiff erbaut. Die Schiffe der Hallenkirche weisen die gleiche Breite auf, während die Rundpfeiler verhältnismäßig dünn sind. Die gotische Hallenkirche weist vier einfache Seitenpforten auf. Weiter hohe dreiteilige Maßwerkfenster. Die Sockel der Pfeiler sind achteckig, auch die Deckplatten der Kämpfersimse weisen eine achteckige Form auf. Als Baumeister des gotischen Hallenschiffs (1427–1456) gilt Konrad von Nürnberg (1430 bis 1438 in Schwäbisch Hall), der vermutlich mit Roritzer von Regensburg oder Konrad Heinzelmann aus Ulm identisch ist. Als Nachfolger gelten Nikolaus Eseler d. Ä. von Alzey (1438 bis 1442 in Schwäbisch Hall) sowie Heinrich der Parlierer.

### Geplanter Westturm (1427)
Ein neuer gotischer Westturm anstelle des romanischen Turms war geplant, dessen Ausführung erfolgte jedoch nicht. Die aus der Schaufassade herausragenden Steinstücke weisen auf diesen nicht ausgeführten Turm hin.

### Gotisches Gewölbe (1456)

Querschnitt durch Kirchenschiff und Chorhaus (gotischer Nachfolgebau)

1456 erhielt das gotische Kirchenschiff eine Einwölbung. Die Jahreszahl (der Einwölbung) mit dem Meisterzeichen wurde am Gewölbe aufgemalt. Das Meisterzeichen (Nr. 26) stammt vermutlich von Nikolaus Kiefer dem Älteren. Es befindet sich auf dem Schlussstein am letzten Joch des Südschiffs bei der Westwand. Dabei befindet sich ein Gemälde auf Putz am Gewölbe, das einen Baumeister mit Greifzirkel und Rippenschablone in der Zunftstracht des 15. Jahrhunderts zeigt.

### Gotischer Chor (1495–1525)

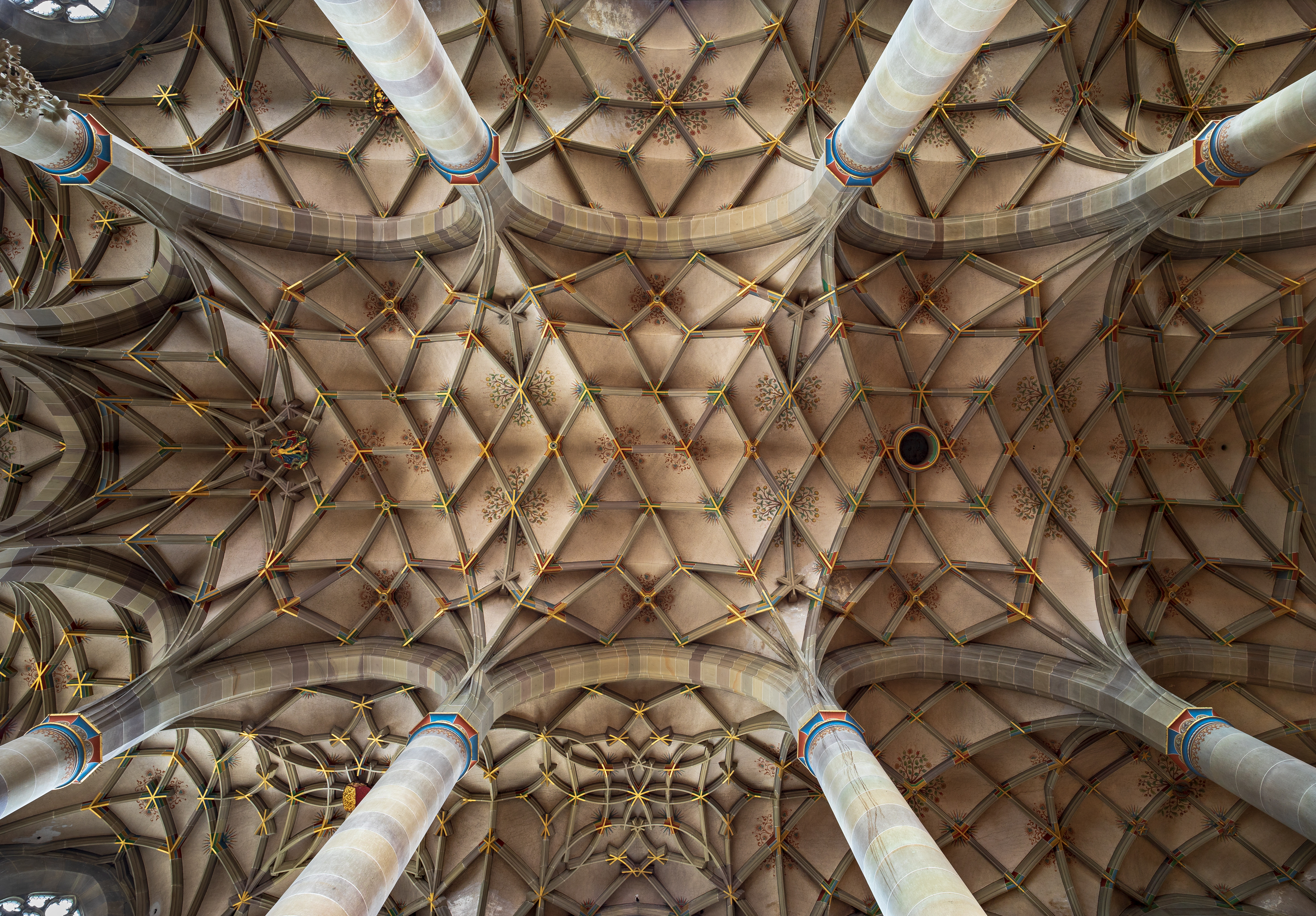
Blick in das gotische Chorgewölbe

Erst bei Errichtung des gotischen Chors im Jahre 1495 wurde der alte romanische Chor abgebrochen. Der Bau des Chors dauerte laut den zeitgenössischen Chronisten Herolt und Widmann von 1495 bis 1525. Als Baumeister gilt Meister Konrad, der schon 1510 als Kirchenmeister belegt ist.

### Turmerhöhung (1539, 1573 und 1972)
Nach Vollendung des Chors wurde der Turm erhöht. So erbaute Meister Thomann an Stelle des massiven Turmhelms einen Fachwerkaufsatz. Der Fachwerkbau bestand aus zwei achteckigen Geschossen mit schlankem Zeltdach. 1573 wurde dieser Fachwerkbau entfernt und ein massiver Bau aufgesetzt. Dieser Steinbau besteht aus zwei achteckigen Geschossen in „gotisierenden Renaissanceformen“. Laut der Inschrift im Turm war Jörg Burkhart der Baumeister. Burkhart war Stadtwerkmeister in Schwäbisch Hall und gilt laut Gradmann als der „erste uns bekannte Baumeister der Renaissance in Hall“. Wegen Sturmschäden wurden die Geschosse 1972 durch eine mit Stein verkleidete Betonkonstruktion ersetzt.

## Ausstattung

### Bildhauerei
Das Tympanon der romanischen Westpforte weist als Bauschmuck eine Verzierung mit Flachornamenten auf. In der Mitte der Ornamente befindet sich ein verziertes Kreuz.
In dem dem heiligen Michael geweihten Sakralbau befinden sich insgesamt 14 Michaelsdarstellungen, unter anderem eine am romanischen Bündelpfeiler in der romanischen Turmvorhalle, welche die frühgotische Figur des Erzengel Michael als Drachentöter aus dem 13. Jahrhundert darstellt, dessen Flügel aus Kupferblech bestehen und die ursprünglich mit Gold und Farben bemalt waren.
Michael als Seelenwäger befindet sich am südöstlichen Eckpfeiler des Chorhauses. Diese stellt den Erzengel Michael im Hochrelief dar, welches um 1525 entstand. Dieses steht auf einer aufwändig gestalteten Konsole unter einem Baldachin. Der Engel wird im Typus eines zeitgenössischen Diakons dargestellt und hält in der linken Hand eine Waagschale, in der rechten Hand ein Schwert. Auf der einen Seite der Waage befindet sich die Figur eines Kindes, welches die Menschenseele versinnbildlichen soll, an der anderen Seite der Waage Teufelchen, die versuchen, die Waagschale nach unten zu ziehen. Die Figur stammt von Beuscher (1515/20) und ist aus derselben Werkstatt, die den Fischbrunnen geschaffen hat.

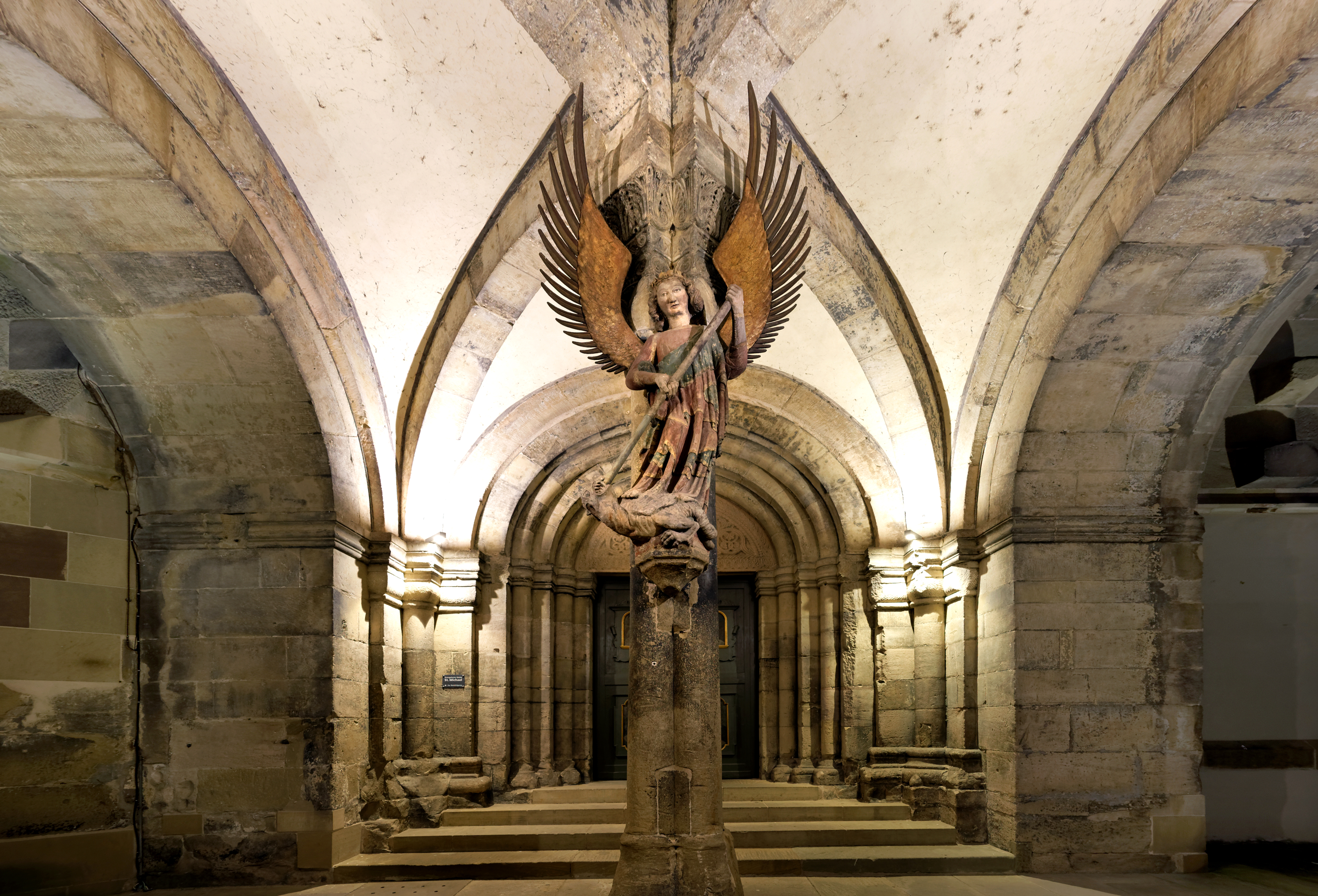
Die Turmvorhalle mit der Statue des Erzengels bei Nacht
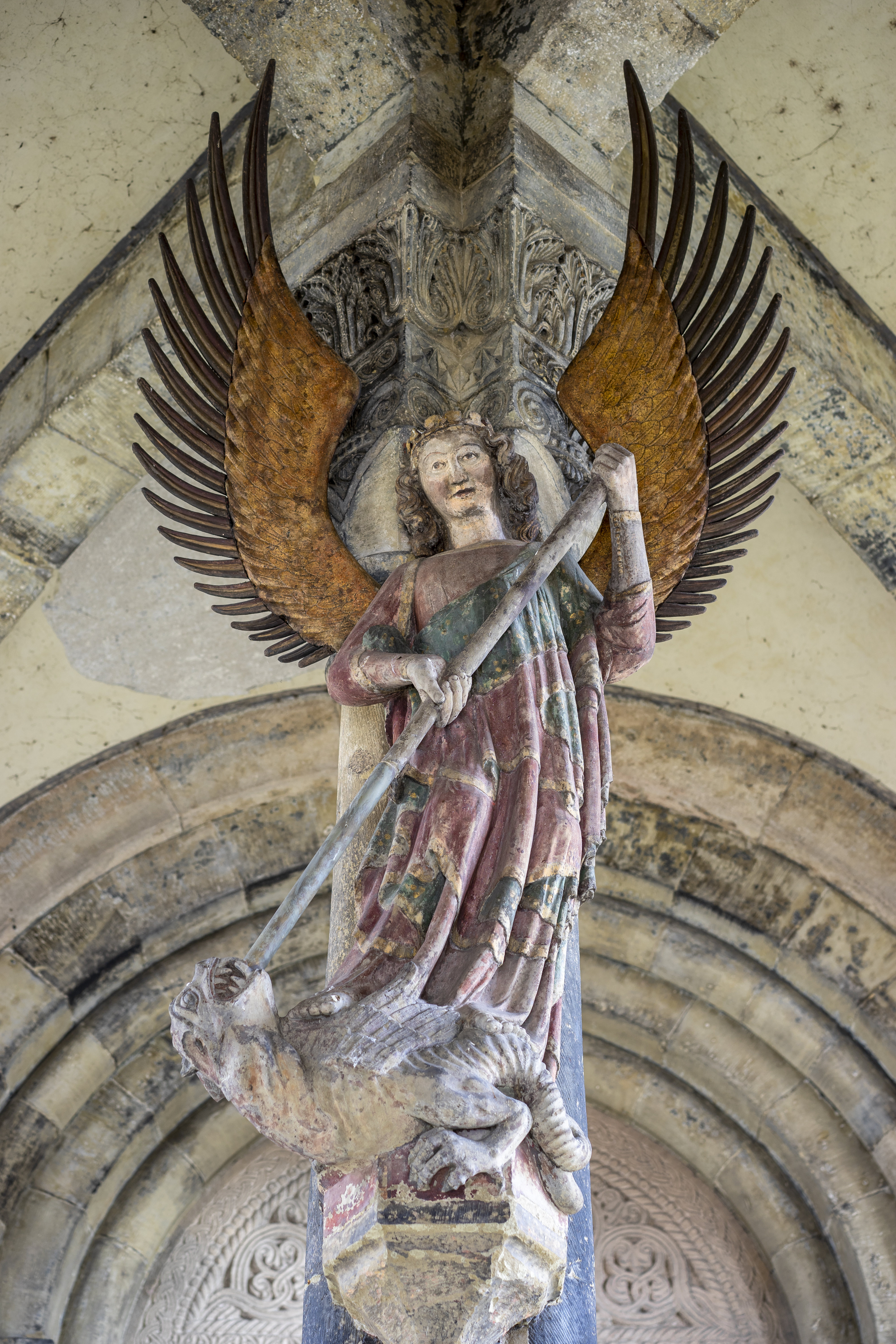
Die Statue des Erzengels Michael

### Wandmalerei
Die Pfeiler sind bemalt mit Bildern im Stil von Teppichen aus dem 15. Jahrhundert: Hl. Familie (Joseph kocht den Brei), Christus am Kreuz mit Maria und Johannes, Christus als Schmerzensmann sowie Fronleichnam mit zwei Heiligen, Antonius der Einsiedler und ein hl. Bischof.

### Glasmalerei
Im Fenster des Chorhauses in der Mitte befinden sich Reste von Glasmalereien aus dem 15. und 16. Jahrhundert: Sündenfall, Maria mit Kind, Geißelung Jesu, Dornenkrönung, Kreuztragung, Christus am Kreuz, Erzengel Michael als Drachentöter und als Seelenwäger, Erzengel Michael, Maria unter dem Kreuz, Lukas der Evangelist, Katharina, Papst Gregor sowie ein Bischof und ein Doktor.

### Altäre
St. Michael hat zahlreiche mittelalterliche Altäre:
- Hochaltar Passion und Auferstehung Jesu (1460)
- Annenaltar (1509)
- Heiliggeistaltar (1520)
- Altar der Heiligen Wolfgang, Kosmas und Damian (Ende des 15. Jahrhunderts)
- Dreikönigsaltar (1520/21)
- Michaelsaltar (1520)

### Weitere Werke
Den Kirchenraum prägt u. a. ein auf 1494 datiertes Kruzifix des Ulmers Michael Erhart, das als ein Hauptwerk der spätgotischen Plastik gilt. In Chorraum befindet sich weiter ein Epitaph des Stättmeisters Johann Friedrich Bonhöffer, der Angehöriger einer in der Reichsstadt lange einflussreichen Familie war, von der auch Dietrich Bonhoeffer abstammt.
Im Tal der Bühler wurde im 16. Jahrhundert der Stoßzahn eines Mammuts gefunden, der damals als das Horn eines Einhorns gedeutet wurde. Dieser Stoßzahn befindet sich heute im Chorumgang von St. Michael.
Ebenso befinden sich im christlichen Sakralbau ein gotischer Taufstein und eine gotische Kanzel sowie ein Alabasterrelief von Leonhard Kern: Totenauferstehung nach Ezechiel und das Hl. Grab (1455/56, Flügel um 1510) sowie die Gethsemanegruppe an der nördlichen Außenwand von St. Michael.
St. Michael ist eine Station auf dem Fränkisch-Schwäbischen Jakobsweg.

Alabasterrelief von Leonhard Kern: Totenauferstehung nach Ezechiel
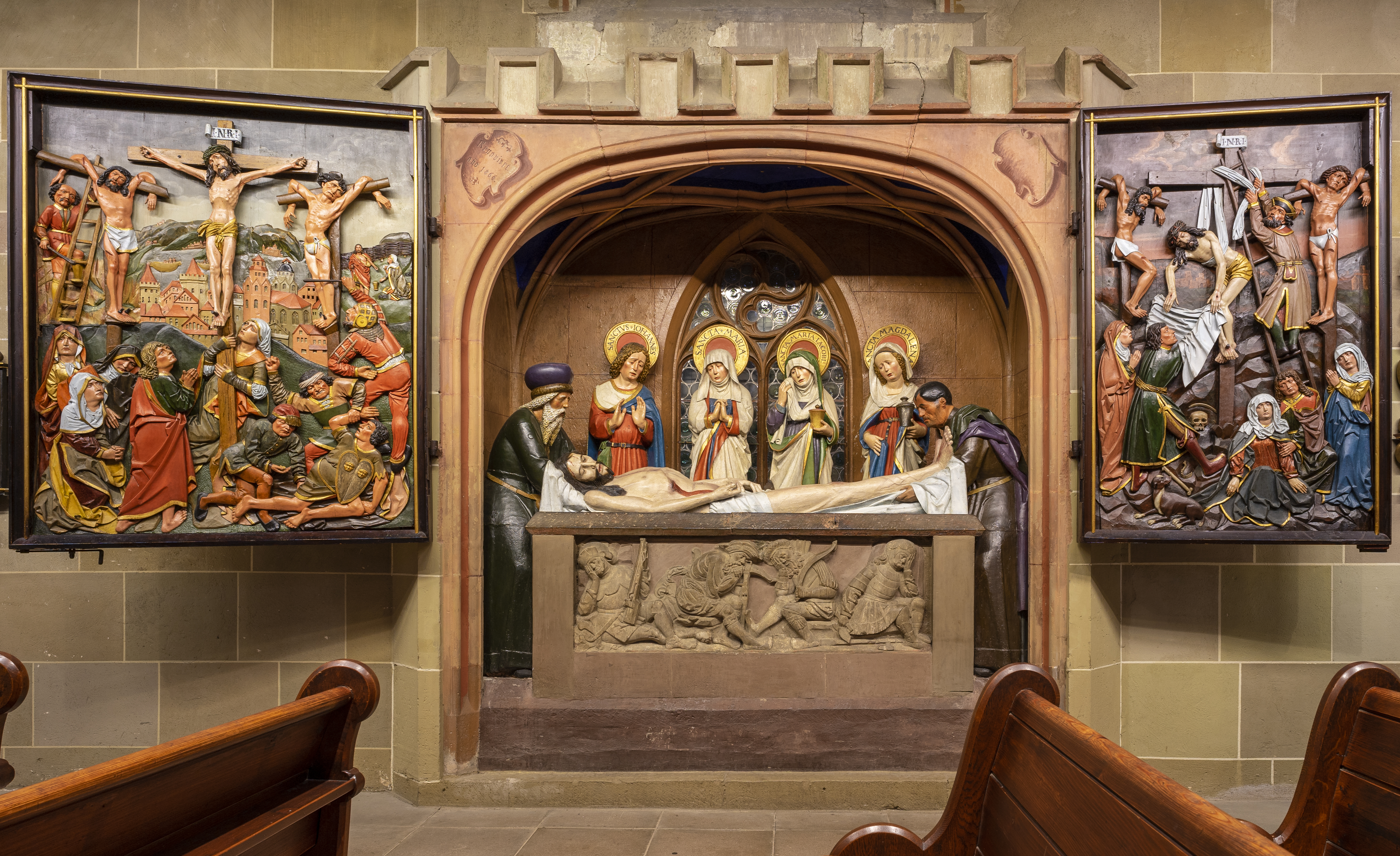
Grablegung Christi (1455/56, Flügel um 1510, Statuen um 1520)
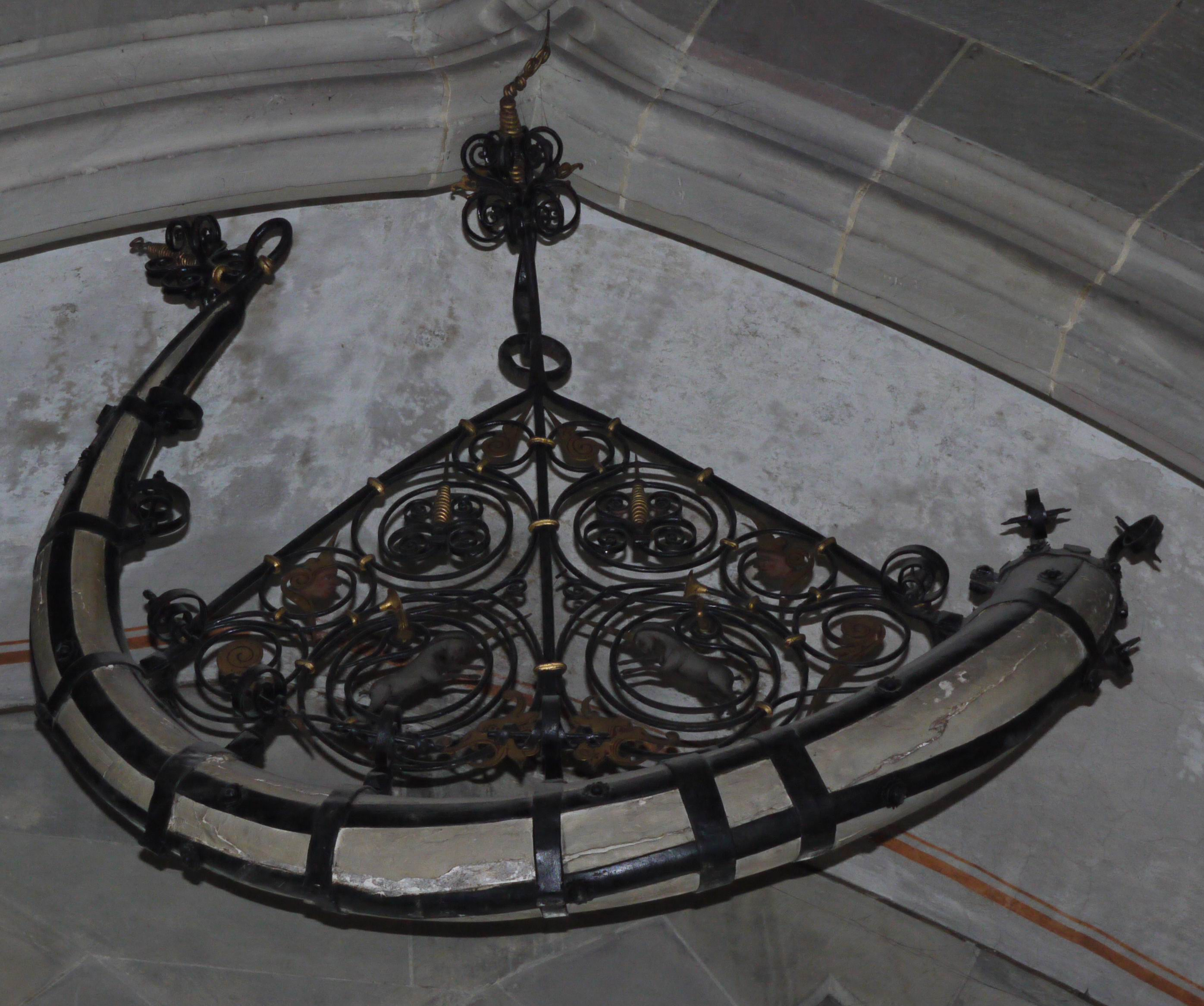
Mammutstoßzahn
Kanzel
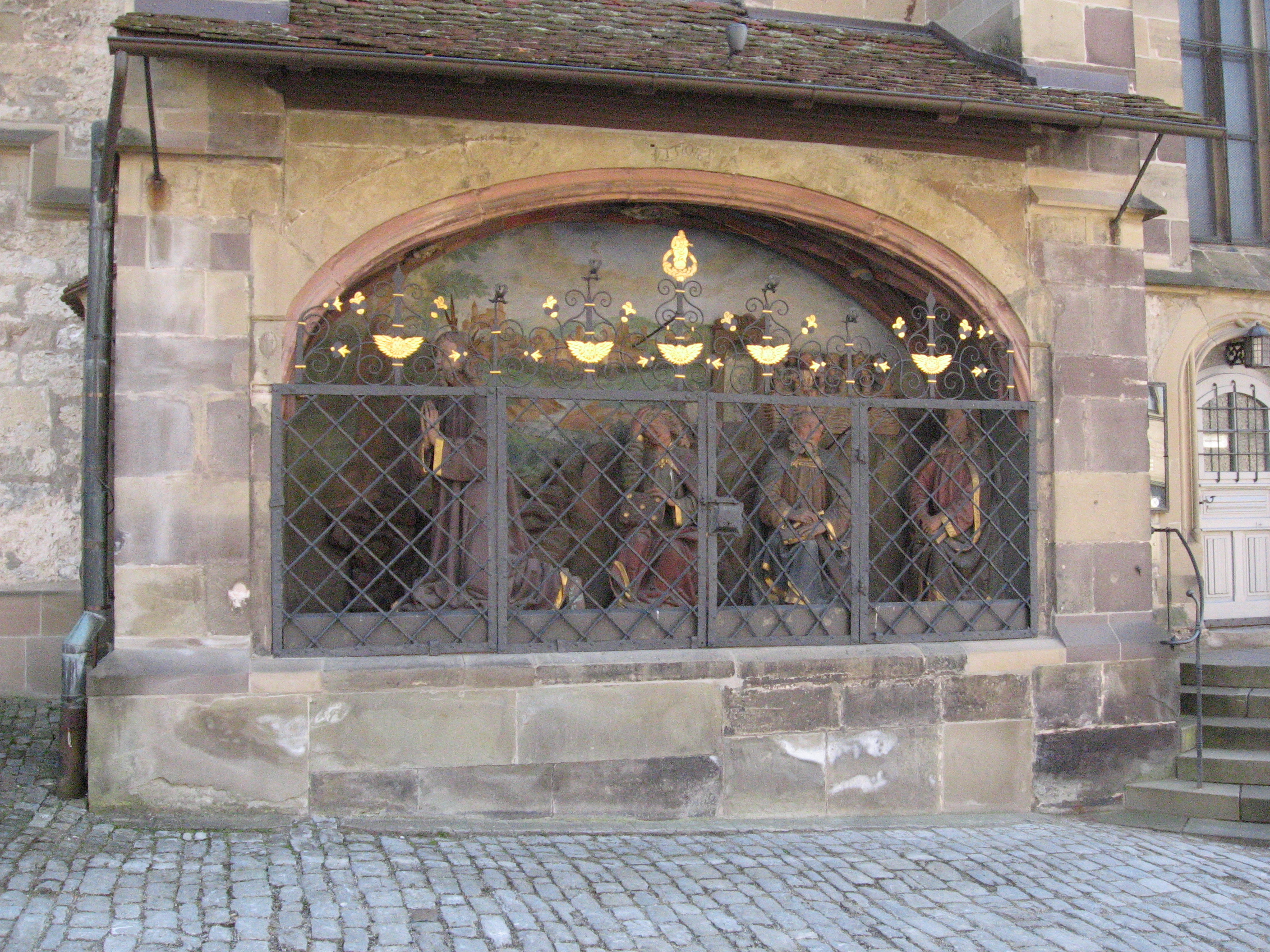
Gethsemanegruppe
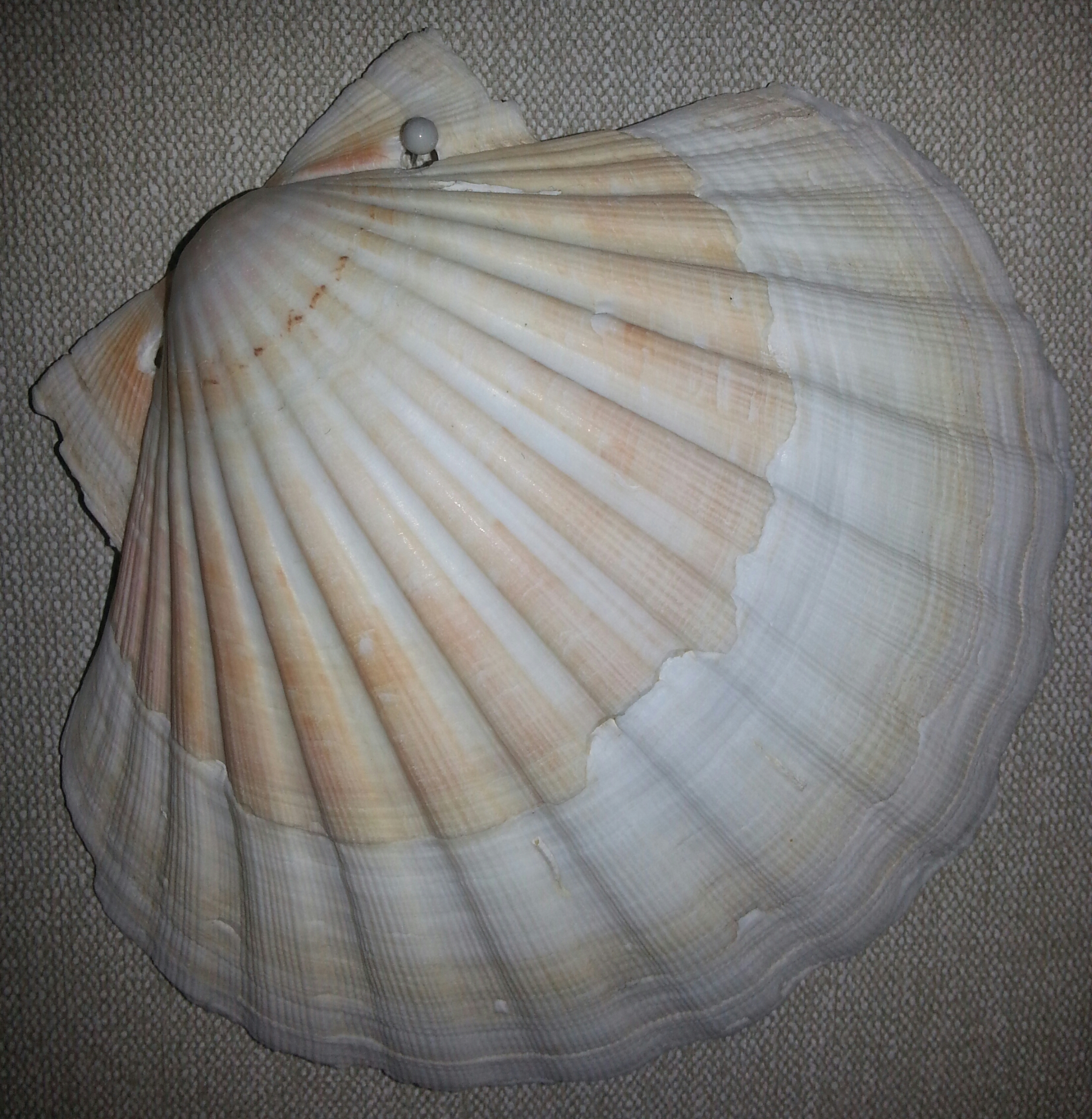
Jakobsmuschel (Pecten jacobaeus)

### Orgel
Die Orgel von St. Michael wurde von dem Orgelbauer Friedrich Tzschöckel (Althütte-Fautspach) im Jahre 1980 erbaut. Dabei fanden Teile der ehemaligen Orgel von 1837 Wiederverwendung, die von Eberhard Friedrich Walcker (Ludwigsburg) errichtet worden war, so der Prospekt. Das Instrument wurde 2003 erweitert. Es hat heute 63 Register auf 4 Manualen und Pedal.
| I Hauptwerk C–g3 |                |        |
| 1.               | Prästant       | 16′    |
| 2.               | Prinzipal      | 8′     |
| 3.               | Bifara         | 8′     |
| 4.               | Holzflöte      | 8′     |
| 5.               | Quintade       | 8′     |
| 6.               | Groß-Sesqu. II | 5 1⁄3′ |
| 7.               | Oktave         | 4′     |
| 8.               | Flöte          | 4′     |
| 9.               | Quint          | 2 ⁄3′  |
| 10.              | Superoktave    | 2′     |
| 11.              | Mixtur V       | 1 ⁄3′  |
| 12.              | Fagott         | 16′    |
| 13.              | Trompete       | 8′     |
|                  | Tremulant      |        |

| II Positiv C–g3 |            |        |
| 14.             | Spitzflöte | 8′     |
| 15.             | Gedeckt    | 8′     |
| 16.             | Prinzipal  | 4′     |
| 17.             | Rohrflöte  | 4′     |
| 18.             | Nasard     | 2 ⁄3′  |
| 19.             | Octav      | 2′     |
| 20.             | Waldflöte  | 2′     |
| 21.             | Terz       | 1 3⁄5′ |
| 22.             | Septime    | 1 ⁄7′  |
| 23.             | Blockflöte | 1′     |
| 24.             | Scharff V  | 1′     |
| 25.             | Dulcian    | 16′    |
| 26.             | Klarinette | 8′     |
|                 | Tremulant  |        |

| III Schwellwerk C–g3 |                    |       |
| 27.                  | Bourdon            | 16′   |
| 28.                  | Lieblich Prinzipal | 8′    |
| 29.                  | Rohrgedeckt        | 8′    |
| 30.                  | Salicional         | 8′    |
| 31.                  | Vox coelestis      | 8′    |
| 32.                  | Fugara             | 4′    |
| 33.                  | Blockflöte         | 4′    |
| 34.                  | Dolce              | 4′    |
| 35.                  | Soave              | 2′    |
| 36.                  | Salicet            | 2′    |
| 37.                  | Larigot            | 1 ⁄3′ |
| 38.                  | Mixtur V           | 2 ⁄3′ |
| 39.                  | Sesquialter II     | 2 ⁄3′ |
| 40.                  | Physharmonica      | 16′   |
| 41.                  | Physharmonica      | 8′    |
| 42.                  | Oboe               | 8′    |
|                      | Tremulant          |       |

| IV Schwellsolo C–g3 |              |     |
| 43.                 | Wiener Flöte | 8′  |
| 44.                 | Querflöte    | 4′  |
| 45.                 | Plein jeu V  | 2′  |
| 46.                 | Cornet V     | 8′  |
| 47.                 | Bombarde     | 16′ |
| 48.                 | Trompette    | 8′  |
| 49.                 | Clairon      | 4′  |
|                     | Tremulant    |     |

| Pedal C–f1 |                |        |
| 50.        | Violon         | 32′    |
| 51.        | Prinzipalbaß   | 16′    |
| 52.        | Subbaß         | 16′    |
| 53.        | Oktave         | 8′     |
| 54.        | Gedecktbaß     | 8′     |
| 55.        | Baßzink III    | 5 1⁄3′ |
| 56.        | Superoktave    | 4′     |
| 57.        | Flötgedeckt    | 4′     |
| 58.        | Nachthorn      | 2′     |
| 59.        | Rauschpfeife V | 2 ⁄3′  |
| 60.        | Posaune        | 16′    |
| 61.        | Serpent        | 16′    |
| 62.        | Tromba         | 8′     |
| 63.        | Clarine        | 4′     |
|            | Tremulant      |        |

- Koppeln:
  - Normalkoppeln: II/I, III/I, III/II, IV/I, IV/II, IV/III, I/P, II/P, III/P, IV/P
  - Superoktavkoppel: IV/P
  - Suboktavkoppeln: III/II, III/III, IV/IV

## Kunstgeschichtliche Bedeutung
Das Hallenschiff steht laut Eugen Gradmann in „der Reihe der schwäbisch-fränkischen Hallenkirchen“ hinter  dem Heilig-Kreuz-Münster in Schwäbisch Gmünd und neben St. Georg in Nördlingen, aber noch vor St. Georg in Dinkelsbühl. Stilistisch gibt es auch Parallelen. So verweist Gradmann auf die Anzahl der Freipfeiler – 10 im Kirchenschiff und 12 im Chorhaus. Diese stimmt demnach mit der Gesamtzahl an Freipfeilern in der Nördlinger und der Dinkelsbühler Münster St. Georg überein, die beide aus derselben Baumeisterschule, nämlich der Familie Eseler stammen. Der Kapellenkranz zeigt Ähnlichkeiten mit dem Kapellenkranz des Heilig-Kreuz-Münsters in Schwäbisch Gmünd und St. Lorenz in Nürnberg.